# Brent Tor
Brent Tor – wzgórze na zachodzie Dartmoor, około 8 kilometrów na północ od Tavistock, o wysokości 330 metrów nad poziomem morza.